# Rugosidad (mecánica)

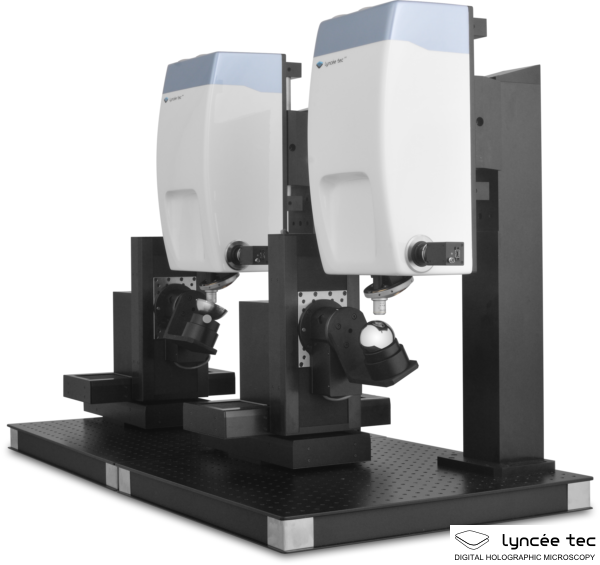
Microscopía holográfica digital para medir la rugosidad de las prótesis de cadera.

En mecánica la rugosidad es el conjunto de irregularidades que posee una superficie. 
La mayor o menor rugosidad de una superficie depende de su acabado superficial. Este, permite definir la microgeometría de las superficies para hacerlas válidas para la función para la que hayan sido realizadas. Es un proceso que, en general, habrá que realizar para corregir los errores de forma y las ondulaciones que pudiesen presentar las distintas superficies durante su proceso de fabricación (fundición, forja, laminación, etc).
En el Sistema Internacional la unidad de rugosidad es el micrómetro o micra (1micra= 1 µm = 0,000001 m = 0,001 mm), mientras que en el sistema anglosajón se utiliza la micropulgada (μ"). Esta medida se indica en los planos constructivos de las piezas mediante signos y valores numéricos, de acuerdo a las normas de calidad existentes, que varían entre países. 
Para medir la rugosidad de las piezas se utilizan instrumentos electrónicos llamados rugosímetros, que miden la profundidad de la rugosidad media (Rz) y el valor de la rugosidad media (Ra) expresada en micras y muestran la lectura de la medida en una pantalla o en un documento gráfico.